# Thalictrum urbainii
Thalictrum urbainii là một loài thực vật có hoa trong họ Mao lương. Loài này được Hayata miêu tả khoa học đầu tiên năm 1911.